# شيخ ميري سادات (همت أباد)
شیخ میري سادات (بالفارسية: شیخ‌میری سادات) هي مستوطنة تقع في إيران في قسم همت أباد الريفي. يقدر عدد سكانها بـ 1,211 نسمة .